# Herminio Madinaveitia
Herminio Madinaveitia Cruza (Vitoria, 1867-Vitoria, 1943) fue un escritor y catedrático español, alcalde de su ciudad natal en dos ocasiones.

## Biografía
Madinaveitia nació en Vitoria el 25 de abril de 1867, hijo de industriales de origen guipuzcoano. Tras cursar sus primeros estudios en el Instituto de Enseñanza Media de esa ciudad, acudió a la universidad a estudiar ingeniería agrónoma, pero la dejó para dedicarse al estudio de Filosofía y Letras. Concluidos sus estudios, ejerció de profesor de Literatura tras diecisiete años como auxiliar en el Instituto de Enseñanza Media. También fungiría como director del lugar.
Perteneció a diversas asociaciones radicadas en la capital alavesa, entre las que destaca el Ateneo Científico, Literario y Artístico de Vitoria, del que llegó a ser presidente. Esto hizo posible que conociera a literatos de la talla de Emilia Pardo Bazán, Ramiro de Maeztu, Miguel de Unamuno o Benito Pérez Galdós. Asimismo, fungió como alcalde de la ciudad en dos periodos (1920-1922 y abril-septiembre de 1923), en los que lidió con los problemas que la acuciaban: acometió las reformas del hospital, consiguió que la Santa Sede reconociera a la Virgen Blanca como partrona de la ciudad y construyó el edificio de Correos. En 1931 rechazaría una propuesta para volver a serlo.
Su obra comprende publicaciones en variados formatos y aborda diferentes temáticas. Así, publicó ensayos, novelas y poesía. Escribió, sobre todo, acerca de Vitoria, pero también otro tipo de obras, incluida una que versaba sobre El Quijote, a raíz del tercer centenario de su publicación. Colaboró también en diferentes periódicos —fundó, dirigió y fue dueño de uno, La Libertad, en Vitoria y dirigió otro en San Sebastián, en el que coincidió con Pío Baroja y Azorín— y revistas de índole cultural.
Falleció en su Vitoria natal el 19 de diciembre de 1943. Desde 1944, una calle lleva su nombre en su honor y, además, antes había sido nombrado cronista honorario.

## Obras destacadas
- Cuentos (entre 1898 y 1900)
- Cuaresma y Semana Santa (1900)
- Papeles al aire (1905)
- Oro sangriento (1912)
- El rincón amado (1914)[3]
- Compendio de Historia de la Literatura española (1929)[3]
- Guía espiritual de mi tierra (1929)